# カムデン郡 (ミズーリ州)
カムデン郡（英: Camden County）は、アメリカ合衆国ミズーリ州の中央部に位置する郡である。2010年国勢調査での人口は44,002人であり、2000年の37,051人から18.8％増加した。郡庁所在地はカムデントン市（人口3,718人）であり、同郡で人口最大の都市はオーセージビーチ市（人口4,351人）である。カムデン郡は1841年1月29日にキンダフック郡として組織化され、1843年にイギリスの大法官でホイッグ党の指導者初代カムデン伯爵チャールズ・プラット（1714年 - 1794年）に因んで改名された。

## 地理
アメリカ合衆国国勢調査局に拠れば、郡域全面積は708.86平方マイル (1,835.9 km2)であり、このうち陸地655.14平方マイル (1,696.8 km2)、水域は53.71平方マイル (139.1 km2)で水域率は7.58％である。

### 主要高規格道路
- アメリカ国道54号線
- ミズーリ州道5号線
- ミズーリ州道7号線

### 隣接する郡
- モーガン郡 - 北
- ミラー郡 - 北東
- プラスキ郡 - 東
- ラクレード郡 - 南東
- ダラス郡 - 南西
- ヒッコリー郡 - 西
- ベントン郡 - 北西

## 人口動態
以下は2000年の国勢調査による人口統計データである。
| 基礎データ - 人口: 37,051人 - 世帯数: 15,779 世帯 - 家族数: 11,297 家族 - 人口密度: 22人/km2（57人/mi2） - 住居数: 33,470軒 - 住居密度: 20軒/km2（51軒/mi2） 人種別人口構成 - 白人: 97.68% - アフリカン・アメリカン: 0.26% - ネイティブ・アメリカン: 0.49% - アジア人: 0.29% - 太平洋諸島系: 0.04% - その他の人種: 0.22% - 混血: 1.03% - ヒスパニック・ラテン系: 0.93% 年齢別人口構成 - 18歳未満: 20.3% - 18-24歳: 6.1% - 25-44歳: 23.3% - 45-64歳: 31.4% - 65歳以上: 19.0% - 年齢の中央値: 45歳 - 性比（女性100人あたり男性の人口） - 総人口: 100.0 - 18歳以上: 97.5 | 世帯と家族（対世帯数） - 18歳未満の子供がいる: 23.8% - 結婚・同居している夫婦: 61.8% - 未婚・離婚・死別女性が世帯主: 6.6% - 非家族世帯: 28.4% - 単身世帯: 23.3% - 65歳以上の老人1人暮らし: 9.5% - 平均構成人数 - 世帯: 2.31人 - 家族: 2.68人 収入と家計 - 収入の中央値 - 世帯: 35,840米ドル - 家族: 40,6957米ドル - 性別 - 男性: 28,020米ドル - 女性: 20,825米ドル - 人口1人あたり収入: 20,197米ドル - 貧困線以下 - 対人口: 11.4% - 対家族数: 8.0% - 18歳未満: 17.0% - 65歳以上: 6.7% |

## 都市と町
| - ブランチ - カムデントン - 郡庁所在地 - クライマックススプリングス - ハリケーンデック - カイザー | - レイクオザーク - リンクリーク - マックスクリーク - モントリオール - オーセージビーチ | - リッチランド - スタウトランド - サンライズビーチ - ビレッジオブフォーシーズンズ |

## 政治

### 地方
カムデン郡の地方レベルでは共和党が大半の政治を支配しており、郡の選挙で選ばれる役職は1人を除いて独占している。

#### 2008年大統領予備選挙
2008年の大統領予備選挙で、カムデン郡は共和党のジョン・マケインと民主党のヒラリー・クリントンを選んだ。民主党の予備選挙ではヒラリー・クリントンが1位となり、さらに共和党予備選挙で各候補に投じられた票数よりも多かった。